# Admir Mehmedi
Admir Mehmedi (Gostivar, 16 marzo 1991) è un ex calciatore svizzero di origini macedoni-albanesi, di ruolo attaccante.
Mehmedi ha rappresentato la Svizzera a tutti i livelli giovanili, nonché giocando per la nazionale maggiore.

## Biografia
Nato a Gostivar nella RS di Macedonia (oggi Macedonia del Nord) nell'allora Jugoslavia, Mehmedi all'età di 2 anni emigrò in Svizzera assieme ai suoi genitori, macedoni di etnia albanese.

## Caratteristiche tecniche
Di ruolo seconda punta, può giocare anche da ala su entrambe le fasce. Forte fisicamente, è abile nel gioco aereo, sa muoversi in area di rigore e dispone di buona tecnica.

## Carriera

### Club

#### Gli inizi a Bellinzona, Winterthur e Zurigo
Si trasferì presto a Bellinzona, dove giocò anche per la squadra della città a livello giovanile. Passò poi al Winterthur e nel 2006, entrò nel settore giovanile dello Zurigo. Nel 2008, conquistò la fiducia dell'allenatore Bernard Challandes, che lo fece esordire in prima squadra.
Nel campionato 2010-2011, giocò 31 partite e segnò 10 reti.

#### Dinamo Kiev
Il 6 gennaio 2012 si trasferisce alla Dinamo Kiev per 4,1 milioni di euro, firmando un contratto che lo lega alla società fino al 30 giugno 2016. Dopo aver esordito il 4 marzo 2012 nella vittoria casalinga per un 1-0 contro l'Arsenal Kiev, Mehmedi trova subito il goal con la nuova maglia, andando a segno l'11 marzo nella vittoria esterna per 0-3 ottenuta a Kryvyj Rih contro il Kryvbas. Con la squadra ucraina non riesce però a trovare stabilmente un posto da titolare, giocando prevalentemente spezzoni di partita.

#### Friburgo
Il 9 luglio 2013 passa in prestito oneroso per 300.000 euro al Friburgo, con cui esordisce il 10 agosto nella sconfitta esterna per 3-1 contro il Bayer Leverkusen. Mette a segno la prima rete con la maglia della società tedesca il 14 settembre 2013 nella sconfitta esterna contro l'Augsburg. Il 26 maggio 2014 viene riscattato definitivamente dal Friburgo per 6 milioni di euro.

#### Bayer Leverkusen e Wolfsburg
L'11 giugno 2015 viene acquistato per 8 milioni di euro dal Bayer Leverkusen, con cui firma un contratto quadriennale.
Il 31 gennaio 2018 viene acquistato dal Wolfsburg, dove resta per 4 anni, collezionando 85 presenze e 13 reti in tutte le competizioni.

#### Antalyaspor e ritiro
Il 16 gennaio 2022, Mehmedi viene ceduto a titolo definitivo all'Antalyaspor.
Rimasto svincolato dopo aver rescisso anticipatamente il proprio contratto con il club turco, il 30 agosto 2023 Mehmedi annuncia il proprio ritiro dal calcio giocato, decisione presa al fine di dedicarsi maggiormente alla propria famiglia, nonché ad intraprendere una nuova carriera da allenatore.

### Nazionale

#### Nazionali giovanili
Ha incominciato a giocare con le nazionali giovanili elvetiche sin dalla nazionale Under-17 con la quale ha vinto il Mondiale di categoria. Nel 2012 viene convocato nella nazionale olimpica, raccogliendo 3 presenze e 1 rete.

#### Nazionale maggiore
Il 6 gennaio 2011 è stato convocato per la prima volta dal CT della nazionale maggiore, Ottmar Hitzfeld, per la partita contro l'Inghilterra.
Esordisce in nazionale maggiore il 4 giugno 2011 contro l'Inghilterra in occasione di una partita valida per le qualificazioni agli Europei 2012, entrando al 75' in sostituzione di Eren Derdiyok. Segna la sua prima rete con la Nazionale rossocrociata il 26 maggio 2012 a Basilea contro la Germania. Convocato per il Mondiale 2014, nella prima partita della competizione mette a segno il goal del provvisorio pareggio nella vittoria per 2-1 contro l'Ecuador. Convocato per gli Europei 2016 in Francia, nella manifestazione continentale scende in campo in tutte e quattro le gare giocate dai rossocrociati.
Dopo avere rifiutato la convocazione per i Mondiali 2018 per problemi fisici, viene chiamato per Euro 2020. In quest'ultima manifestazione ha giocato 2 gare, tra cui quella agli ottavi contro la Francia in cui è subentrato all'87'; la partita si è conclusa e ai calci di rigore (a cui si è andati perché la gara è finita 3-3 dopo i supplementari), in cui Mehmedi ha segnato il proprio tiro. Il cammino degli elvetici s'interrompe ai quarti di finale ai rigori contro la Spagna, in una partita in cui Mehmedi non è sceso in campo e al termine della quale ha annunciato il proprio ritiro dalla nazionale.

## Statistiche

### Presenze e reti nei club
| Stagione                | Squadra                 | Campionato              | Campionato | Campionato | Coppe nazionali | Coppe nazionali | Coppe nazionali | Coppe internazionali | Coppe internazionali | Coppe internazionali | Altre coppe | Altre coppe | Altre coppe | Totale | Totale |
| Stagione                | Squadra                 | Comp                    | Pres       | Reti       | Comp            | Pres            | Reti            | Comp                 | Pres                 | Reti                 | Comp        | Pres        | Reti        | Pres   | Reti   |
| ----------------------- | ----------------------- | ----------------------- | ---------- | ---------- | --------------- | --------------- | --------------- | -------------------- | -------------------- | -------------------- | ----------- | ----------- | ----------- | ------ | ------ |
| 2006-2007               | Zurigo II               | PLC                     | 6          | 7          | -               | -               | -               | -                    | -                    | -                    | -           | -           | -           | 6      | 7      |
| 2007-2008               | Zurigo II               | PLC                     | 20         | 2          | -               | -               | -               | -                    | -                    | -                    | -           | -           | -           | 20     | 2      |
| Totale Zurigo II        | Totale Zurigo II        | Totale Zurigo II        | 26         | 9          |                 | -               | -               |                      | -                    | -                    |             | -           | -           | 26     | 9      |
| 2008-2009               | Zurigo                  | SL                      | 11         | 2          | CS              | 2               | 0               | CU                   | 2                    | 0                    | -           | -           | -           | 15     | 2      |
| 2009-2010               | Zurigo                  | SL                      | 22         | 3          | CS              | 2               | 3               | UCL                  | 2                    | 0                    | -           | -           | -           | 26     | 6      |
| 2010-2011               | Zurigo                  | SL                      | 33         | 10         | CS              | 4               | 3               | -                    | -                    | -                    | -           | -           | -           | 37     | 13     |
| 2011-gen. 2012          | Zurigo                  | SL                      | 18         | 4          | CS              | 3               | 1               | UCL+UEL              | 4+6                  | 2+1                  | -           | -           | -           | 31     | 8      |
| Totale Zurigo           | Totale Zurigo           | Totale Zurigo           | 84         | 19         |                 | 11              | 7               |                      | 14                   | 3                    |             | -           | -           | 109    | 29     |
| gen.-giu. 2012          | Dinamo Kiev             | PL                      | 9          | 1          | CU              | -               | -               | UCL+UEL              | -                    | -                    | SU          | -           | -           | 9      | 1      |
| 2012-2013               | Dinamo Kiev             | PL                      | 16         | 0          | CU              | 1               | 0               | UCL+UEL              | 3+2                  | 0                    | -           | -           | -           | 22     | 0      |
| Totale Dynamo Kyïv      | Totale Dynamo Kyïv      | Totale Dynamo Kyïv      | 25         | 1          |                 | 1               | 0               |                      | 5                    | 0                    |             | -           | -           | 31     | 1      |
| 2013-2014               | Friburgo                | BL                      | 32         | 12         | CG              | 3               | 0               | UEL                  | 5                    | 1                    | -           | -           | -           | 40     | 13     |
| 2014-2015               | Friburgo                | BL                      | 28         | 4          | CG              | 4               | 3               | -                    | -                    | -                    | -           | -           | -           | 32     | 7      |
| Totale Friburgo         | Totale Friburgo         | Totale Friburgo         | 60         | 16         |                 | 7               | 3               |                      | 5                    | 1                    |             | -           | -           | 72     | 20     |
| 2015-2016               | Bayer Leverkusen        | BL                      | 28         | 2          | CG              | 2               | 0               | UCL+UEL              | 7+4                  | 5+0                  | -           | -           | -           | 41     | 7      |
| 2016-2017               | Bayer Leverkusen        | BL                      | 22         | 3          | CG              | 2               | 0               | UCL                  | 6                    | 1                    | -           | -           | -           | 30     | 4      |
| 2017-gen.2018           | Bayer Leverkusen        | BL                      | 12         | 2          | CG              | 3               | 0               | -                    | -                    | -                    | -           | -           | -           | 15     | 2      |
| Totale Bayer Leverkusen | Totale Bayer Leverkusen | Totale Bayer Leverkusen | 62         | 7          |                 | 7               | 0               |                      | 17                   | 6                    |             | -           | -           | 86     | 13     |
| gen.-giu.2018           | Wolfsburg               | BL                      | 5          | 1          | CG              | 1               | 0               | -                    | -                    | -                    | -           | -           | -           | 6      | 1      |
| 2018-2019               | Wolfsburg               | BL                      | 27         | 6          | CG              | 2               | 1               | -                    | -                    | -                    | -           | -           | -           | 29     | 7      |
| 2019-2020               | Wolfsburg               | BL                      | 21         | 2          | CG              | 0               | 0               | UEL                  | 5                    | 1                    | -           | -           | -           | 26     | 3      |
| 2020-2021               | Wolfsburg               | BL                      | 18         | 0          | CG              | 1               | 0               | UEL                  | 3                    | 2                    | 2           | -           | -           | 22     | 2      |
| 2021-gen. 2022          | Wolfsburg               | BL                      | 1          | 0          | CG              | 1               | 0               | UCL                  | 0                    | 0                    | -           | -           | -           | 2      | 0      |
| Totale Wolfsburg        | Totale Wolfsburg        | Totale Wolfsburg        | 72         | 9          |                 | 5               | 1               |                      | 8                    | 3                    |             | -           | -           | 85     | 13     |
| gen.-giu. 2022          | Antalyaspor             | SL                      | 7          | 1          | TK              | 1               | 0               | -                    | -                    | -                    | SC          | -           | -           | 8      | 1      |
| 2022-2023               | Antalyaspor             | SL                      | 10         | 0          | TK              | 2               | 0               | -                    | -                    | -                    | -           | -           | -           | 12     | 0      |
| Totale Antalyaspor      | Totale Antalyaspor      | Totale Antalyaspor      | 17         | 1          |                 | 3               | 0               |                      | -                    | -                    |             | -           | -           | 20     | 1      |
| Totale carriera         | Totale carriera         | Totale carriera         | 346        | 62         |                 | 34              | 11              |                      | 49                   | 13                   |             | -           | -           | 429    | 86     |

### Cronologia presenze e reti in nazionale
| Cronologia completa delle presenze e delle reti in nazionale ― Svizzera | Cronologia completa delle presenze e delle reti in nazionale ― Svizzera | Cronologia completa delle presenze e delle reti in nazionale ― Svizzera | Cronologia completa delle presenze e delle reti in nazionale ― Svizzera | Cronologia completa delle presenze e delle reti in nazionale ― Svizzera | Cronologia completa delle presenze e delle reti in nazionale ― Svizzera | Cronologia completa delle presenze e delle reti in nazionale ― Svizzera | Cronologia completa delle presenze e delle reti in nazionale ― Svizzera |
| Data                                                                    | Città                                                                   | In casa                                                                 | Risultato                                                               | Ospiti                                                                  | Competizione                                                            | Reti                                                                    | Note                                                                    |
| ----------------------------------------------------------------------- | ----------------------------------------------------------------------- | ----------------------------------------------------------------------- | ----------------------------------------------------------------------- | ----------------------------------------------------------------------- | ----------------------------------------------------------------------- | ----------------------------------------------------------------------- | ----------------------------------------------------------------------- |
| 4-6-2011                                                                | Londra                                                                  | Inghilterra                                                             | 2 – 2                                                                   | Svizzera                                                                | Qual. Euro 2012                                                         | -                                                                       | 75’                                                                     |
| 10-8-2011                                                               | Vaduz                                                                   | Liechtenstein                                                           | 1 – 2                                                                   | Svizzera                                                                | Amichevole                                                              | -                                                                       |                                                                         |
| 6-9-2011                                                                | Basilea                                                                 | Svizzera                                                                | 3 – 1                                                                   | Bulgaria                                                                | Qual. Euro 2012                                                         | -                                                                       | 84’                                                                     |
| 7-10-2011                                                               | Swansea                                                                 | Galles                                                                  | 2 – 0                                                                   | Svizzera                                                                | Qual. Euro 2012                                                         | -                                                                       | 81’                                                                     |
| 11-10-2011                                                              | Basilea                                                                 | Svizzera                                                                | 2 – 0                                                                   | Montenegro                                                              | Qual. Euro 2012                                                         | -                                                                       |                                                                         |
| 11-11-2011                                                              | Amsterdam                                                               | Paesi Bassi                                                             | 0 – 0                                                                   | Svizzera                                                                | Amichevole                                                              | -                                                                       |                                                                         |
| 15-11-2011                                                              | Lussemburgo                                                             | Lussemburgo                                                             | 0 – 1                                                                   | Svizzera                                                                | Amichevole                                                              | -                                                                       | 61’                                                                     |
| 29-2-2012                                                               | Berna                                                                   | Svizzera                                                                | 1 – 3                                                                   | Argentina                                                               | Amichevole                                                              | -                                                                       | 80’                                                                     |
| 26-5-2012                                                               | Basilea                                                                 | Svizzera                                                                | 5 – 3                                                                   | Germania                                                                | Amichevole                                                              | 1                                                                       |                                                                         |
| 30-5-2012                                                               | Lucerna                                                                 | Svizzera                                                                | 0 – 1                                                                   | Romania                                                                 | Amichevole                                                              | -                                                                       | 64’                                                                     |
| 15-8-2012                                                               | Spalato                                                                 | Croazia                                                                 | 2 – 4                                                                   | Svizzera                                                                | Amichevole                                                              | -                                                                       | 88’                                                                     |
| 11-9-2012                                                               | Lucerna                                                                 | Svizzera                                                                | 2 – 0                                                                   | Albania                                                                 | Qual. Mondiali 2014                                                     | -                                                                       | 79’                                                                     |
| 16-10-2012                                                              | Reykjavík                                                               | Islanda                                                                 | 0 – 2                                                                   | Svizzera                                                                | Qual. Mondiali 2014                                                     | -                                                                       |                                                                         |
| 6-2-2013                                                                | Il Pireo                                                                | Grecia                                                                  | 0 – 0                                                                   | Svizzera                                                                | Amichevole                                                              | -                                                                       |                                                                         |
| 14-8-2013                                                               | Basilea                                                                 | Svizzera                                                                | 1 – 0                                                                   | Brasile                                                                 | Amichevole                                                              | -                                                                       | 86’                                                                     |
| 11-10-2013                                                              | Tirana                                                                  | Albania                                                                 | 1 – 2                                                                   | Svizzera                                                                | Qual. Mondiali 2014                                                     | -                                                                       | 53’                                                                     |
| 15-10-2013                                                              | Ginevra                                                                 | Svizzera                                                                | 1 – 0                                                                   | Slovenia                                                                | Qual. Mondiali 2014                                                     | -                                                                       | 87’                                                                     |
| 15-11-2013                                                              | Seul                                                                    | Corea del Sud                                                           | 2 – 1                                                                   | Svizzera                                                                | Amichevole                                                              | -                                                                       | 71’                                                                     |
| 5-3-2014                                                                | San Gallo                                                               | Svizzera                                                                | 2 – 2                                                                   | Croazia                                                                 | Amichevole                                                              | -                                                                       | 46’                                                                     |
| 30-5-2014                                                               | Lucerna                                                                 | Svizzera                                                                | 1 – 0                                                                   | Giamaica                                                                | Amichevole                                                              | -                                                                       | 64’                                                                     |
| 3-6-2014                                                                | Lucerna                                                                 | Svizzera                                                                | 2 – 0                                                                   | Perù                                                                    | Amichevole                                                              | -                                                                       | 87’                                                                     |
| 15-6-2014                                                               | Brasilia                                                                | Svizzera                                                                | 2 – 1                                                                   | Ecuador                                                                 | Mondiali 2014 - 1º turno                                                | 1                                                                       | 46’                                                                     |
| 20-6-2014                                                               | Salvador                                                                | Svizzera                                                                | 2 – 5                                                                   | Francia                                                                 | Mondiali 2014 - 1º turno                                                | -                                                                       |                                                                         |
| 25-6-2014                                                               | Manaus                                                                  | Honduras                                                                | 0 – 3                                                                   | Svizzera                                                                | Mondiali 2014 - 1º turno                                                | -                                                                       |                                                                         |
| 1-7-2014                                                                | San Paolo                                                               | Argentina                                                               | 1 – 0 dts                                                               | Svizzera                                                                | Mondiali 2014 - Ottavi di finale                                        | -                                                                       | 113’                                                                    |
| 8-9-2014                                                                | Basilea                                                                 | Svizzera                                                                | 0 – 2                                                                   | Inghilterra                                                             | Qual. Euro 2016                                                         | -                                                                       | 64’                                                                     |
| 9-10-2014                                                               | Maribor                                                                 | Slovenia                                                                | 1 – 0                                                                   | Svizzera                                                                | Qual. Euro 2016                                                         | -                                                                       | 72’                                                                     |
| 14-10-2014                                                              | Serravalle                                                              | San Marino                                                              | 0 – 4                                                                   | Svizzera                                                                | Qual. Euro 2016                                                         | -                                                                       | 46’                                                                     |
| 15-11-2014                                                              | Basilea                                                                 | Svizzera                                                                | 4 – 0                                                                   | Lituania                                                                | Qual. Euro 2016                                                         | -                                                                       | 63’                                                                     |
| 18-11-2014                                                              | Varsavia                                                                | Polonia                                                                 | 2 – 2                                                                   | Svizzera                                                                | Amichevole                                                              | -                                                                       | 63’                                                                     |
| 31-3-2015                                                               | Zurigo                                                                  | Svizzera                                                                | 1 – 1                                                                   | Stati Uniti                                                             | Amichevole                                                              | -                                                                       |                                                                         |
| 10-6-2015                                                               | Thun                                                                    | Svizzera                                                                | 3 – 0                                                                   | Liechtenstein                                                           | Amichevole                                                              | -                                                                       |                                                                         |
| 14-6-2015                                                               | Vilnius                                                                 | Lituania                                                                | 1 – 2                                                                   | Svizzera                                                                | Qual. Euro 2016                                                         | -                                                                       | 58’ 89’                                                                 |
| 5-9-2015                                                                | Basilea                                                                 | Svizzera                                                                | 3 – 2                                                                   | Slovenia                                                                | Qual. Euro 2016                                                         | -                                                                       | 56’                                                                     |
| 9-10-2015                                                               | Losanna                                                                 | Svizzera                                                                | 7 – 0                                                                   | San Marino                                                              | Qual. Euro 2016                                                         | 1                                                                       | 68’                                                                     |
| 12-10-2015                                                              | Tallinn                                                                 | Estonia                                                                 | 0 – 1                                                                   | Svizzera                                                                | Qual. Euro 2016                                                         | -                                                                       | 71’                                                                     |
| 13-11-2015                                                              | Trnava                                                                  | Slovacchia                                                              | 3 – 2                                                                   | Svizzera                                                                | Amichevole                                                              | -                                                                       | 58’                                                                     |
| 17-11-2015                                                              | Vienna                                                                  | Austria                                                                 | 1 – 2                                                                   | Svizzera                                                                | Amichevole                                                              | -                                                                       | 60’                                                                     |
| 25-3-2016                                                               | Dublino                                                                 | Irlanda                                                                 | 1 – 0                                                                   | Svizzera                                                                | Amichevole                                                              | -                                                                       | 71’                                                                     |
| 29-3-2016                                                               | Zurigo                                                                  | Svizzera                                                                | 3 – 0                                                                   | Bosnia ed Erzegovina                                                    | Amichevole                                                              | -                                                                       | 46’                                                                     |
| 28-5-2016                                                               | Ginevra                                                                 | Svizzera                                                                | 0 – 2                                                                   | Belgio                                                                  | Amichevole                                                              | -                                                                       | 63’                                                                     |
| 3-6-2016                                                                | Lugano                                                                  | Svizzera                                                                | 2 – 1                                                                   | Moldavia                                                                | Amichevole                                                              | 1                                                                       | 46’                                                                     |
| 11-6-2016                                                               | Lens                                                                    | Albania                                                                 | 0 – 1                                                                   | Svizzera                                                                | Euro 2016 - 1º turno                                                    | -                                                                       | 62’                                                                     |
| 15-6-2016                                                               | Parigi                                                                  | Romania                                                                 | 1 – 1                                                                   | Svizzera                                                                | Euro 2016 - 1º turno                                                    | 1                                                                       |                                                                         |
| 19-6-2016                                                               | Villeneuve-d'Ascq                                                       | Francia                                                                 | 0 – 0                                                                   | Svizzera                                                                | Euro 2016 - 1º turno                                                    | -                                                                       | 86’                                                                     |
| 25-6-2016                                                               | Saint-Étienne                                                           | Svizzera                                                                | 1 – 1 dts (4 – 5 dtr)                                                   | Polonia                                                                 | Euro 2016 - Ottavi di finale                                            | -                                                                       | 70’                                                                     |
| 6-9-2016                                                                | Basilea                                                                 | Svizzera                                                                | 2 – 0                                                                   | Portogallo                                                              | Qual. Mondiali 2018                                                     | 1                                                                       | 41’                                                                     |
| 7-10-2016                                                               | Budapest                                                                | Ungheria                                                                | 2 – 3                                                                   | Svizzera                                                                | Qual. Mondiali 2018                                                     | -                                                                       | 88’                                                                     |
| 10-10-2016                                                              | Andorra la Vella                                                        | Andorra                                                                 | 1 – 2                                                                   | Svizzera                                                                | Qual. Mondiali 2018                                                     | 1                                                                       |                                                                         |
| 13-11-2016                                                              | Lucerna                                                                 | Svizzera                                                                | 2 – 0                                                                   | Fær Øer                                                                 | Qual. Mondiali 2018                                                     | -                                                                       |                                                                         |
| 25-3-2017                                                               | Ginevra                                                                 | Svizzera                                                                | 1 – 0                                                                   | Lettonia                                                                | Qual. Mondiali 2018                                                     | -                                                                       |                                                                         |
| 1-6-2017                                                                | Berna                                                                   | Svizzera                                                                | 1 – 0                                                                   | Bielorussia                                                             | Amichevole                                                              | -                                                                       |                                                                         |
| 9-6-2017                                                                | Tórshavn                                                                | Fær Øer                                                                 | 0 – 2                                                                   | Svizzera                                                                | Qual. Mondiali 2018                                                     | -                                                                       | 62’                                                                     |
| 31-8-2017                                                               | San Gallo                                                               | Svizzera                                                                | 3 – 0                                                                   | Andorra                                                                 | Qual. Mondiali 2018                                                     | -                                                                       | 75’                                                                     |
| 3-9-2017                                                                | Riga                                                                    | Lettonia                                                                | 0 – 3                                                                   | Svizzera                                                                | Qual. Mondiali 2018                                                     | -                                                                       |                                                                         |
| 10-10-2017                                                              | Lisbona                                                                 | Portogallo                                                              | 2 – 0                                                                   | Svizzera                                                                | Qual. Mondiali 2018                                                     | -                                                                       | 66’                                                                     |
| 9-11-2017                                                               | Belfast                                                                 | Irlanda del Nord                                                        | 0 – 1                                                                   | Svizzera                                                                | Qual. Mondiali 2018                                                     | -                                                                       | 87’                                                                     |
| 12-11-2017                                                              | Basilea                                                                 | Svizzera                                                                | 0 – 0                                                                   | Irlanda del Nord                                                        | Qual. Mondiali 2018                                                     | -                                                                       | 61’                                                                     |
| 8-9-2018                                                                | San Gallo                                                               | Svizzera                                                                | 6 – 0                                                                   | Islanda                                                                 | UEFA Nations League 2018-2019 - 1º turno                                | 1                                                                       | 72’                                                                     |
| 11-9-2018                                                               | Leicester                                                               | Inghilterra                                                             | 1 – 0                                                                   | Svizzera                                                                | Amichevole                                                              | -                                                                       | 46’                                                                     |
| 26-3-2019                                                               | Basilea                                                                 | Svizzera                                                                | 3 – 3                                                                   | Danimarca                                                               | Qual. Euro 2020                                                         | -                                                                       | 71’                                                                     |
| 5-9-2019                                                                | Dublino                                                                 | Irlanda                                                                 | 1 – 1                                                                   | Svizzera                                                                | Qual. Euro 2020                                                         | -                                                                       | 90’                                                                     |
| 8-9-2019                                                                | Sion                                                                    | Svizzera                                                                | 4 – 0                                                                   | Gibilterra                                                              | Qual. Euro 2020                                                         | 1                                                                       |                                                                         |
| 12-10-2019                                                              | Copenaghen                                                              | Danimarca                                                               | 1 – 0                                                                   | Svizzera                                                                | Qual. Euro 2020                                                         | -                                                                       | 83’                                                                     |
| 15-10-2019                                                              | Lancy                                                                   | Svizzera                                                                | 2 – 0                                                                   | Irlanda                                                                 | Qual. Euro 2020                                                         | -                                                                       | 28’                                                                     |
| 7-10-2020                                                               | San Gallo                                                               | Svizzera                                                                | 1 – 2                                                                   | Croazia                                                                 | Amichevole                                                              | -                                                                       | 46’                                                                     |
| 10-10-2020                                                              | Madrid                                                                  | Spagna                                                                  | 1 – 0                                                                   | Svizzera                                                                | UEFA Nations League 2020-2021 - 1º turno                                | -                                                                       | 60’                                                                     |
| 13-10-2020                                                              | Colonia                                                                 | Germania                                                                | 3 – 3                                                                   | Svizzera                                                                | UEFA Nations League 2020-2021 - 1º turno                                | -                                                                       | 75’                                                                     |
| 11-11-2020                                                              | Lovanio                                                                 | Belgio                                                                  | 2 – 1                                                                   | Svizzera                                                                | Amichevole                                                              | 1                                                                       | 46’                                                                     |
| 14-11-2020                                                              | Basilea                                                                 | Svizzera                                                                | 1 – 1                                                                   | Spagna                                                                  | UEFA Nations League 2020-2021 - 1º turno                                | -                                                                       | 90+1’                                                                   |
| 25-3-2021                                                               | Sofia                                                                   | Bulgaria                                                                | 1 – 3                                                                   | Svizzera                                                                | Qual. Mondiali 2022                                                     | -                                                                       | 90’                                                                     |
| 28-3-2021                                                               | San Gallo                                                               | Svizzera                                                                | 1 – 0                                                                   | Lituania                                                                | Qual. Mondiali 2022                                                     | -                                                                       | 80’                                                                     |
| 30-5-2021                                                               | San Gallo                                                               | Svizzera                                                                | 2 – 1                                                                   | Stati Uniti                                                             | Amichevole                                                              | -                                                                       | 68’                                                                     |
| 3-6-2021                                                                | San Gallo                                                               | Svizzera                                                                | 7 – 0                                                                   | Liechtenstein                                                           | Amichevole                                                              | -                                                                       | 46’                                                                     |
| 20-6-2021                                                               | Baku                                                                    | Svizzera                                                                | 3 – 1                                                                   | Turchia                                                                 | Euro 2020 - 1º turno                                                    | -                                                                       | 85’                                                                     |
| 28-6-2021                                                               | Bucarest                                                                | Francia                                                                 | 3 – 3 dts (4 – 5 dtr)                                                   | Svizzera                                                                | Euro 2020 - Ottavi di finale                                            | -                                                                       | 87’                                                                     |
| Totale                                                                  |                                                                         | Presenze                                                                | 76                                                                      |                                                                         | Reti                                                                    | 10                                                                      |                                                                         |

## Palmarès

### Club
- Campionato svizzero: 1

Zurigo: 2008-2009

### Individuale
- Inserito nella selezione UEFA dell'Europeo Under-21: 1

Danimarca 2011